# Campoplex angularis
Campoplex angularis är en stekelart som beskrevs av Henry Lorenz Viereck 1925. Campoplex angularis ingår i släktet Campoplex och familjen brokparasitsteklar. Inga underarter finns listade.